# إم جيه رودريجيز
إم جيه رودريجيز هي ممثلة ومغنية أمريكية ولدت في 7 يناير 1991.

## روابط خارجية
إم جيه رودريجيز على موقع IMDb (الإنجليزية)
- إم جيه رودريجيز على موقع ألو سيني (الفرنسية)
- إم جيه رودريجيز على موقع ميوزك برينز (الإنجليزية)
- إم جيه رودريجيز على موقع قاعدة بيانات الفيلم (الإنجليزية)
- إم جيه رودريجيز على موقع كينوبويسك (الروسية)